# David Singer
Pour les articles homonymes, voir Singer.
David Singer, né en 1778 à Uffheim et mort le 19 janvier 1846 à Paris, est un industriel et philanthrope français. Il est également à l'origine de plusieurs opérations immobilières importantes de lotissement dans les villes de Paris et de Caen.

## Biographie
Installé à Paris en 1796, David Singer devient un des grands négociants de la place de Paris, acquiert une fortune considérable dans l'industrie du coton et s'intègre dans la société non-israélite.
Il acquiert une larges parties des parcelles du château de Boulainvilliers, après son démantèlement en 1826, puis la plus grande partie du domaine de l'hôtel de Valentinois en 1836 pour la somme de 250 000 francs, et lotit ces terrains sur lesquels il ouvre plusieurs rues, dont le passage et la rue Singer, mais également une voie perpendiculaire reliant la rue des Vignes à la rue Bois-le-Vent, la rue Saint-Philibert (actuelle rue Alfred-Bruneau) et la rue de la Fontaine (actuelle rue Lekain), et la rue Neuve-Bois-le-Vent (actuelle rue Talma),. Afin d'assurer l'exploitation du quartier Singer, il crée, avec son fils Alexandre et l'architecte François-Jules Février, la Compagnie des terrains de Passy, en 1838, société en commandite par actions sous la raison social Alexandre Singer, Février et Compagnie, quartier Singer au capital de 800 000 francs. Elle est dissoute en 1840, David Singer redevenant seul propriétaire de l'ensemble. 
Également propriétaire de terrains sur la rue de Berri et la rue de Ponthieu, il y fait construire un hôtel particulier, vendu après son décès au duc de Conegliano.
Influent au sein de la communauté juive, il est l'auteur d'une brochure intitulée Des Consistoires israélites de France en 1820, qui cherche à réformer le culte en y introduisant le français et la suppression des consistoires. Il se porte garant avec Baruch Weil lors de l'achat du terrain nécessaire à la construction du nouveau Temple israélite de Paris et est membre du comité qui organise et institue l'École primaire israélite de Paris. Par la suite, il prend ses distances avec la communauté israélite.
Propriétaire des terrains de l'ancien couvent des Ursulines de Caen dans lequel il a aménagé une usine de filature, il achète en 1829 les terrains de l'Hôtel-Dieu de Caen, situé plus au sud et qui est transféré en 1830 dans l'ancienne abbaye aux Dames. Il aménage un nouveau quartier autour d'une rue et d'une place qui portent son nom. Ce quartier a été détruit lors de la bataille de Caen, mais une rue porte toujours son nom dans le quartier reconstruit.
Il prend part à la création des compagnies d'assurances La France en 1837 (dont il est l'un des mandataires) et La Providence en 1845.
Il consacre une part importante de sa fortune à de nombreux dons et fondations de bienfaisance et de charité, tant à la communauté israélite, qu'à la communauté chrétienne. Il lègue pour la fondation, à perpétuité, un prix annuel (prix Singer) de 300 francs qui sera attribué chaque année, au choix respectivement du ministre de la Guerre et du ministère de la marine, au simple soldat et au simple matelot qui l'auront le mieux mérité par leur bonne conduite et l'ancienneté de leurs services. 
À sa mort, le 19 janvier 1846 à son domicile parisien de la rue d'Hauteville, il fait notamment des dons et legs à la Société philanthropique, la Colonie agricole et pénitentiaire de Mettray, la Colonie agricole et pénitentiaire de Petit-Bourg, de la Société de patronage et de secours pour les aveugles travailleurs de Paris, la Société de patronage des prévenus acquittés de la Seine, au bureau de bienfaisance du 3e arrondissement de Paris, au bureau des pauvres du 12e arrondissement de Paris, la ville de Paris, la Société pour le patronage des jeunes détenus et des jeunes libérés du département de la Seine, la Société de l'enseignement élémentaire, la Société des jeunes orphelins de Paris, l'école élémentaire israélite de Paris, le comité consistorial de bienfaisance israélite de Paris, au consistoire israélite de Paris, au ministère de l'Intérieur, à l'Académie des sciences morales et politiques, la Société philanthropique israélite du Haut-Rhin, etc.
Il avait épousé Adèle Lan (-1827), fille de Léon Lan et de Jeanne Cerf Bodenheim, ainsi que belle-sœur de Léopold Javal (1800-1873) et tante maternelle de Charles Haas, dont il eut deux fils. Le premier, Alexandre Singer (1816-1879), deviendra agent de change et l’époux de la salonnière Flore Ratisbonne ; propriétaire du château du Chemin à Neufmoutiers-en-Brie, à l'arrivée des Prussiens en 1870, il quitte le château pour se réfugier à Versailles, les Prussiens vidant alors ses caves lors d'un grand banquet en l'honneur de la création de l'Empire allemand, et l'invitèrent par télégraphe à venir partager le repas.
Le second fils, Henri Singer (1819-1884), deviendra quant à lui avocat, homme de lettres et collectionneur, membre du jury à l'Exposition universelle de 1867 ; marié à Marianne Lablache (fille de Luigi Lablache) en 1849 puis à Marie Mira (veuve de Léon Vaudoyer et petite-fille de Joseph Mira-Brunet) en 1876, sa fille Marie-Thérèse Singer (épouse de Jules Goüin) perdra la vie dans la triste affaire du wagon sanglant.
Il est inhumé au cimetière du Père-Lachaise (7e division). Le monument funéraire, en marbre, est de Władysław Oleszczyński (en), et y sont représentées à gauche « La Charité » et à droite « L'Industrie ».

## Publications
- Des Consistoires israélites de France (1820).
- Miroir politique de la France (1841).

## Hommages

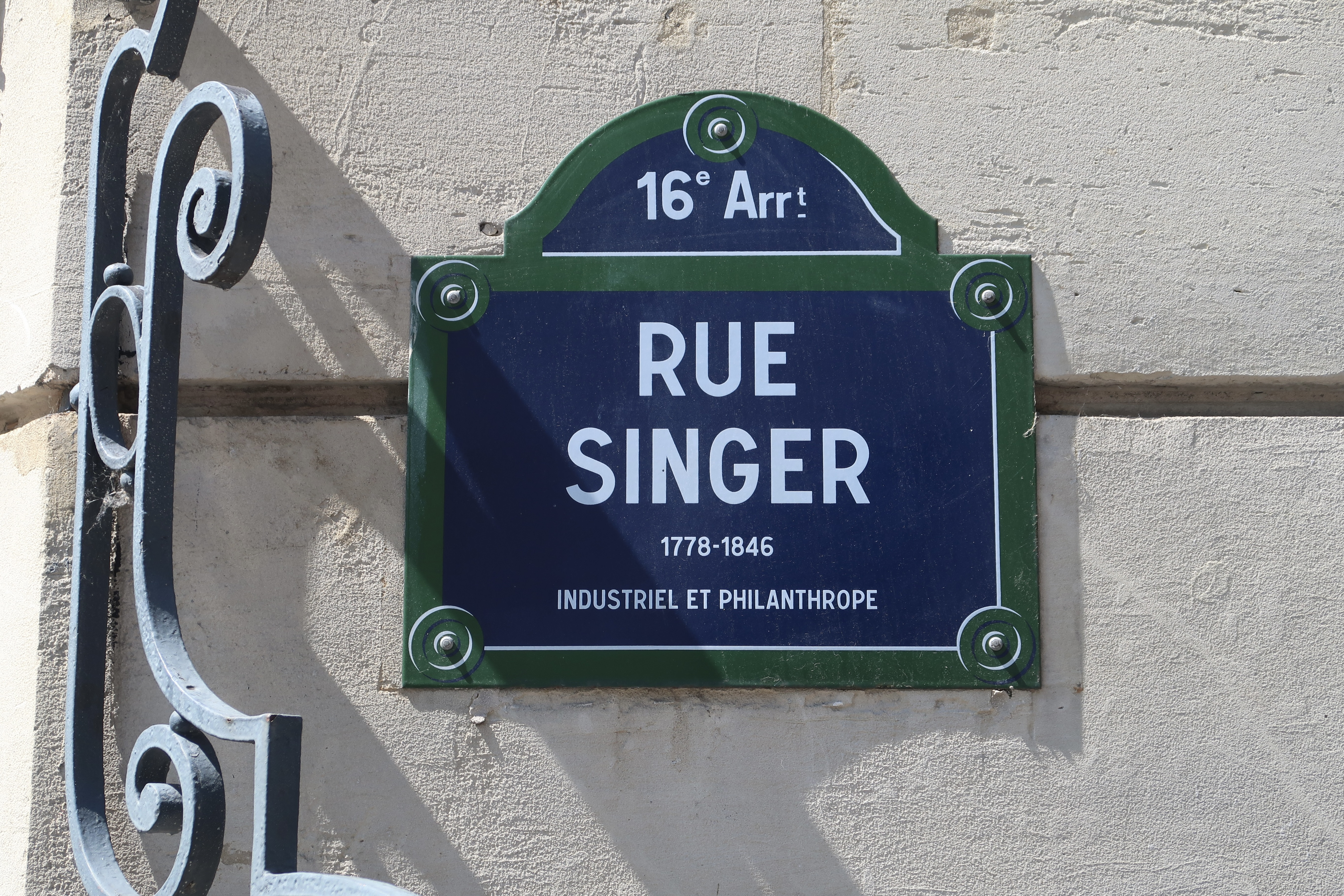
Plaque de la rue Singer (Paris).

- Rue Singer, 16e arrondissement de Paris
- Passage Singer, 16e arrondissement de Paris
- Place Singer, Caen
- Rue Singer, Caen